# Brávellir
Brávellir (en nòrdic antic) o Bråvalla (en suec) fou el nom d'una plana situada al centre del Comtat d'Östergötland, a Suècia, segons les fonts i sagues nòrdiques.
El lloc s'esmenta com a indret on es feu la llegendària batalla de Bravalla, i en Helgakvida Hundingsbana I, en què Sinfjotli tenia la seua hisenda:
| Sinfiotli qvaþ: «Þv vart brvþr Grana a Bravelli, gvllbitlvþ vart gor til rasar; hafda ec þer moþri mart sceiþ riþit, svangri vnd sa/þli, simvl! forbergis. | Sinfjotli va dir: "Vas ser la núvia del cavall Grani vas ser a Brávellir; equipada amb regnes daurades, i estaves llista per córrer; vaig cavalcar fins a l'esgotament pujol avall prou sovint, prima, com eres, sota la cadira de muntar, bogeria!" |

Aquest emplaçament, però, ha estat discutit ja que la tradició situa la batalla de Bråvalla prop del llac Åsnen, a la província de Småland. En altres fonts més antigues, com la Saga Hervarar, se cita expressament Brávelli í eystra Gautlandi (Bråvalla d'Östergötland) i en Sögubrot af nokkrum fornkonungum, s'especifica que la batalla succeí al sud de Kolmarden, zona que separava Suècia d'Östergötland i on és Braviken: 
..Kolmerkr, er skilr Svíþjóð ok Eystra-Gautland ... sem heitir Brávík.
En la llegenda de Blenda, un exèrcit de dones s'aplega a Brávellir.